# Martin Cruz Smith
Pour les articles homonymes, voir Martin Smith (homonymie) et Smith.
Œuvres principales
- Parc Gorki

Martin Cruz Smith de son vrai nom Martin William Smith, né le 3 novembre 1942 à Reading (Pennsylvanie) et mort le 11 juillet 2025 à San Rafael (Californie), est un romancier et scénariste américain. 
Il utilise parfois les pseudonymes Nick Carter, Jake Logan, Simon Quinn et Martin Quinn.

## Biographie
Ses parents sont John Calhoun Smith, musicien de jazz, et Louise Lopez, amérindienne, chanteuse de jazz et animatrice de mouvements pour la défense des droits des indiens d'Amérique.
En 1977, il change légalement son second nom de William en Cruz, nom de sa grand-mère maternelle.
Diplômé en 1964 de l'université de Pennsylvanie, il commence comme reporter au Philadelphia Daily News en 1965, puis devient directeur de magazines de 1966 à 1969, avant de se consacrer entièrement à la littérature. Son premier roman, The Indians Won (1970), présente la question des minorités, en l'occurrence celle des Amérindiens. Son deuxième roman, Rif chez les Manouches (Gypsy in Amber, 1971), exploite encore ce filon en s'intéressant cette fois à la minorité des Gitans grâce au personnage de l'antiquaire new-yorkais Roman Grey. 
Martin Cruz Smith signe ensuite sous le pseudonyme de Nick Carter trois romans d'espionnage convenus, puis sous le nom maison Simon Quinn, six titres de la série Inquisitor. En 1976, il signe du pseudonyme Jake Logan un roman western et récidive l'année suivante avec un second titre avant d'abandonner le genre. En 1977, il reprend son véritable nom pour faire paraître Le Vol noir (Nightwing), sa seule incursion dans la littérature fantastique, où des chauves-souris envahissent des réserves indiennes de Hopis et de Navajos. Le roman est adapté au cinéma en 1979 par Arthur Hiller sous le titre Morsures.
En 1981, après un séjour en URSS pour se documenter, il publie Parc Gorki (Gorky Park), où un trafic de fourrures se mêle à une intrigue d'espionnage : le roman devient très vite un best-seller et est adapté au cinéma par Michael Apted en 1984 sous le titre Gorky Park. Apparaît pour la première fois dans ce roman le personnage de l'inspecteur Arkadi Renko de la brigade criminelle de Moscou, un agent incorruptible de la milice soviétique qui revient dans plusieurs autres titres, notamment dans Havana Bay (1999), dans lequel Arkadi Renko débarque à Cuba pour identifier le corps d'un Russe exilé et retrouvé noyé dans le port de La Havane. Le récit fait ainsi découvrir une ville cubaine au charme ensorcelant où l'apparente nonchalance cache de sombres agissements.
Martin Cruz Smith est installé en Californie avec son épouse et ses trois fils, et tient à rester un outsider de la littérature.
Il meurt dans la nuit du 11 au 12 juillet 2025 à San Rafael, à l'âge de 82 ans.

## Œuvre

### Sérieinspecteur Arkadi Renko
- Gorky Park (1981) Publié en français sous le titre Parc Gorki, traduit par Jean Rosenthal, Paris, éditions Robert Laffont, coll. « Best-sellers », 1981, 390 pages  (ISBN 2-221-00824-3) ; réédition, Paris, Livre de poche no 7470, 1983 ; réédition, Pocket. Thriller no 4237, 2004  (ISBN 2-266-14367-0)
- Polar Star (1989) Publié en français sous le titre L'Étoile polaire, traduit par Dominique Defert, Paris, éditions Robert Laffont, coll. « Best-sellers », 1990, 343 pages  (ISBN 2-221-06485-2) ; réédition, Paris, Livre de poche no 7591, 1992 ; réédition, Pocket. Thriller no 10630, 1999  (ISBN 2-266-08487-9)
- Red Square (1992) Publié en français sous le titre Red Square, traduit par Jean Rosenthal, Paris, éditions Albin Michel, 1994, 444 pages  (ISBN 2-226-06761-2) ; réédition, Paris, Livre de poche no 7684, 1996 ; réédition, Pocket. Thriller no 11365, 2004  (ISBN 2-266-11531-6)
- Havana Bay (1999) Publié en français sous le titre Havana Bay, traduit par Jean Rosenthal, Paris, éditions Robert Laffont, coll. « Best-sellers », 2000, 365 pages  (ISBN 2-221-08352-0) ; réédition, Pocket. Thriller no 11367, 2004  (ISBN 2-266-11525-1)
- Wolves Eat Dogs (2004) Publié en français sous le titre Chiens et Loups, traduit par Jean Rosenthal, Paris, éditions Robert Laffont, coll. « Best-sellers », 2006, 347 pages  (ISBN 2-221-09303-8)
- Stalin's Ghost (2007) Publié en français sous le titre Le Spectre de Staline, Paris, traduit par Jean Rosenthal, éditions du Seuil, « Thrillers », 2008  (ISBN 978-2-02-096127-1)
- Three Stations (2010) Publié en français sous le titre Moscou, cour des miracles, traduit par Estelle Roudet, éditions Calmann-Levy, coll. « Robert Pépin présente... », 2011  (ISBN 978-2-7021-4217-2)
- Tatiana (2013) Publié en français sous le titre La Suicidée, traduit par Estelle Roudet, éditions Calmann-Levy, coll. « Robert Pépin présente... », 2014  (ISBN 978-2-7021-5379-6)
- The Siberian Dilemma (2019) Publié en français sous le titre Dilemme en Sibérie, traduit par Marie-France de Paloméra, éditions Calmann-Levy, coll. « Robert Pépin présente... », 2021  (ISBN 978-2-7021-8065-5)
- Independence Square (2023)  Publié en français sous le titre Place de l'indépendance, éditions Calmann-Levy, coll. « Robert Pépin présente... », 2023  (ISBN 978-2-7021-8964-1)
- Hotel Ukraine (2025)

### Autres romans
- The Indians Won (1970)
- Analog Bullet (1972)
- Nightwing (1977) Publié en français sous le titre Le Vol noir, traduit par Michel Courtois-Fourcy, Paris, Presses de la Cité, 1978  (ISBN 2-258-00466-7) ; réédition, Paris, Presses-Pocket. coll. « Terreur » no 9037, 1990  (ISBN 2-266-03567-3)
- Stallion Gate (1986) Publié en français sous le titre La Colline interdite, traduit par Patrick Berthon, Paris, éditions Robert Laffont, coll. « Best-sellers », 1986, 363 pages  (ISBN 2-221-09302-X)
- Rose (1996) Publié en français sous le titre Rose, traduit par Jean Colonna, Paris, édition Robert Laffont, coll. « Best-sellers », 1998, 418 pages  (ISBN 2-221-08351-2) ; réédition, Pocket no 10688, 2001  (ISBN 2-266-09410-6)
- December 6 (2002) (aussi paru sous le titre Tokyo Station) Publié en français sous le titre Tokyo Station, traduit par Jean Rosenthal, Paris, édition Robert Laffont, coll. « Best-sellers », 2006, 347 pages  (ISBN 2-221-09303-8)
- The Girl from Venice (2016)Publié en français sous le titre Le Pêcheur de nuées, traduit par Robert Pépin, Paris, édition Calmann-Levy, 2017, 360 pages  (ISBN 978-2-7021-6139-5)

#### SérieRoman Greysignée Martin Smith
- Gypsy in Amber (1971) Publié en français sous le titre Rif chez les Manouches, traduit par Carole d'Yvoire, Paris, Gallimard, Série noire no 1492, 1972  (ISBN 2-07-048492-0) ; réédition sous la signature Martin Cruz Smith de la même traduction sous le titre Blues pour un Tsigane, Paris, Pocket. Noir no 10193, 1998  (ISBN 2-266-07596-9)
- Canto for a Gypsy (1972) Publié en français sous le titre Requiem pour un Tsigane, traduit par Carole d'Yvoire, Paris, Pocket no 10215, 1998  (ISBN 2-266-07597-7)

#### SérieThe Inquisitorsignée Simon Quinn
Mettant en scène un James Bond du Vatican
- The Devil in Kansas (1974)
- The Last Time I Saw Hell (1974)
- Nuplex Red (1974)
- His Eminence, Death (1974)
- The Midas Coffin (1975)
- Last Rites for the Vulture (1975)

#### Autre roman signé Simon Quinn
- The Human Factor (1975)

#### Romans signés Nick Carter
- Inca Death Squad (1972)
- The Devil's Dozen (1973)

#### Romans signé Martin Quinn
- The Wilderness Family (1975)

#### Romans westerns signés Jake Logan
- North to Dakota (1976)
- Ride for Revenge (1977)

## Filmographie

### Au cinéma
- 1979 : Morsures (Nightwing), film américain réalisé par Arthur Hiller, scénario de Martin Cruz Smith en collaboration avec Steve Shagan et Bud Shrake d'après le roman éponyme, avec Nick Mancuso
- 1983 : Gorky Park, film américain réalisé par Michael Apted, d'après le roman éponyme, avec William Hurt et Lee Marvin

### À la télévision
- 1975 : The Art of Crime, téléfilm américain réalisé par Richard Irving, scénario de Martin Cruz Smith et Bill Davidson d'après le roman Gypsy in Amber

## Sources
- Claude Mesplède, Dictionnaire des littératures policières, vol. 2 : J - Z, Nantes, Joseph K, coll. « Temps noir », 2007, 1086 p. (ISBN 978-2-910-68645-1, OCLC 315873361), p. 798-799.
- Jean Tulard, Dictionnaire du roman policier : 1841-2005. Auteurs, personnages, œuvres, thèmes, collections, éditeurs, Paris, Fayard, 2005, 768 p. (ISBN 978-2-915793-51-2, OCLC 62533410), p. 666.